# Kreis Soest

vlag

Kreis Soest (Soestⓘ) is een Kreis in de Duitse deelstaat Noordrijn-Westfalen. Kreisstadt is de gelijknamige stad. De Kreis telt 323.130 inwoners (31 december 2020) op een oppervlakte van 409,64 km². Op 31 december 2020 had 11,58% van de inwoners een niet-Duits staatsburgerschap (37.415 niet-Duitsers) en hadden 400 inwoners het Nederlandse staatsburgerschap.

## Steden en gemeenten

Steden en gemeenten in Kreis Soest.

De volgende steden en gemeenten liggen in de Kreis:
| Steden                                                                   | Gemeenten                                                                          |
| ------------------------------------------------------------------------ | ---------------------------------------------------------------------------------- |
| 1. Erwitte 2. Geseke 3. Lippstadt 4. Rüthen 5. Soest 6. Warstein 7. Werl | 1. Anröchte 2. Bad Sassendorf 3. Ense 4. Lippetal 5. Möhnesee 6. Welver 7. Wickede |

Zie ook: Lijst van Kreise en kreisfreie steden in Noordrijn-Westfalen
Anröchte · Bad Sassendorf · Ense · Erwitte · Geseke · Lippetal · Lippstadt · Möhnesee · Rüthen · Soest · Warstein · Welver · Werl · Wickede